# Breuilpont
Breuilpont es una localidad y comuna francesa situada en la región de Alta Normandía, departamento de Eure, en el distrito de Évreux y cantón de Pacy-sur-Eure.
Otras ortografías históricas del nombre son Breuil Pont y Breuil-Pont.

## Geografía
Breuilpont se encuentra en sureste del departamento, cerca de los de Eure y Loir e Yvelines. La principal vía de comunicación es la carretera D836, que la une con Pacy-sur-Eure al norte y Bueil al sur. La carretera D58, que atraviesa en dirección este - oeste, la comunica con el departamento de Yvelines y, mediante un puente, con la otra orilla del Eure. Hay 18 km de vías comunales.
La comuna se compone, además del núcleo homónimo, de las aldeas de Lorey y de Saint-Chéron así como del dominio del Bois de Saint-Chéron. 
Aunque subsiste una línea de ferrocarril, actualmente su uso es turístico y recreativo. Si bien la población está próxima al río Eure, este queda a algo más de un kilómetro al oeste del núcleo.

## Historia
Absorbió en 1845 a Lorey y Saint-Chéron.

## Demografía
| 427 | 419 | 405 | 384 | 432 | 412 | 728 | 695 | 700 | 686 | 667 | 705 | 671 | 622 | 597 | 540 | 575 | 563 | 580 | 541 | 516 | 557 | 526 | 529 | 604 | 568 | 564 | 512 | 515 | 592 | 985 | 1111 | 1142 |
| Para los censos de 1962 a 1999 la población legal corresponde a la población sin duplicidades (Fuente: INSEE [Consultar]) |     |     |     |     |     |     |     |     |     |     |     |     |     |     |     |     |     |     |     |     |     |     |     |     |     |     |     |     |     |     |      |      |

Gráfico de evolución demográfica de la comuna desde 1793 hasta 2006

## Administración

### Ayuntamiento
En función de su población, está compuesto por quince miembros: el alcalde, tres adjuntos y once consejeros.

### Entidades intercomunales
Breuilpont está integrada en la Communauté d'agglomération des Portes de l'Eure , en la que tiene cuatro representantes. Además forma parte de diversos sindicatos intercomunales para la prestación de diversos servicios públicos:
- Syndicat de voirie du canton de Pacy sur Eure : se ocupa del mantenimiento y de la renovación de las carreteras de las comunas sindicadas, financiándose mediante las cotizaciones de las mismas. Estas se calculan en función de los kilómetros inscritos y de la capacidad fiscal de cada comuna. Breuilpont se incorporó en 2000 y cuenta con dos representantes.
- Syndicat de l'électricité et du gaz de l'Eure (SIEGE) : distribución de gas y energía eléctrica, incluyendo el alumbrado de la vía pública.
- Syndicat de la Vallée d'Eure (2me section) : este sindicato se encarga de la protección del río Eure. Para ello realiza diferentes trabajos de mantenimiento y de regulación, tales como compuertas para canalizaciones o pasos para peces en las presas. Breuilpont cuenta con tres representantes.

### Riesgos
La prefectura del departamento de Eure incluye la comuna en la previsión de riesgos mayores  de inundación por el río Eure.

### Escuela
La comuna posee un colegio de enseñanza maternal (dos aulas) y primaria (cuatro aulas), así como un comedor escolar con dos salas, una para maternal y otra para primaria.

## Economía
El mayor empleador de la comuna (108 personas en 2006) es SAS VALEO SERVICE, dedicada al comercio de piezas y repuestos para automóviles.
Las demás actividades económicas  de la comuna son pequeñas empresas, empresarios autónomos o profesionales liberales, dedicados principalmente al pequeño comercio de alimentación (siete establecimientos), a la construcción y actividades relacionadas con al misma (unas veinte empresas), y actividades agrícolas (cuatro explotaciones).

## Lugares y monumentos
- Menhir del tipo llamado Pierre Frite, clasificado como monumento histórico.

## Religión
Forma parte de la parroquia católica de Pacy-sur-Eure.